# Крутобалківська сільська рада
Крутобалківська сільська рада — колишній орган місцевого самоврядування у Новосанжарському районі Полтавської області з центром у c. Крута Балка.

## Населені пункти
Сільраді були підпорядковані населені пункти:
- c. Крута Балка
- с. Вільний Степ
- с. Дудкин Гай